# Mikogo
Mikogo — бесплатное для некоммерческого использования программное обеспечение для удалённого контроля компьютеров, обмена файлами между управляющей и управляемой машинами, удаленной демонстрации экрана.

## История
Был запущен в 2007 году в Мангейме разработчиком программного обеспечения BeamYourScreen GmbH. Согласно данным, опубликованным самой фирмой, приложение Mikogo к концу 2009 года уже использовалось в 180 странах.
В марте 2009 года BeamYourScreen запустили версию Mikogo для Mac, которая была удостоена награды «Editor’s Choice 4-Star Award» в британском журнале Macworld.
С лета 2011 года Mikogo стал платным для коммерческого использования.

## Технология и безопасность
Поддерживает прокси-аутентификацию Basic, Digest и NTLM, а также может использовать стандартные порты (80, 443) и протоколы (TCP, HTTP). Благодаря этим стандартным портам, отсутствует необходимость в дополнительных конфигурациях для использования приложения.
Имеет шифрование 256-Bit-AES, благодаря которому осуществляется безопасность передачи данных.

## Функции и область применения
Чтобы показать экран через Интернет, пользователь должен инсталлировать и запустить программу. Участник может инсталлировать программу либо запустить исполнимый файл на сайте продукта. При начале сеанса участник получает уникальный код сеанса. Как только он передал этот код другим участникам (например, по e-mail), они могут присоединиться к сеансу. После начала сеанса организатор встречи может в любое время передать управление своим компьютером любому из участников сеанса. Также существует возможность записывать сеанс, но для дальнейшего воспроизведения сеанса необходим специальный плеер Mikogo, который доступен для бесплатного скачивания с сайта программы.
Mikogo также позволяет удаленно управлять клавиатурой и мышью. При необходимости в любое время можно вернуть себе управление клавиатурой и мышью с помощью определённых комбинаций клавиш (F12 на Windows, Ctrl+Esc на Mac OS).
Другие функции Mikogo:
- Выбор приложений, которые необходимо скрыть от других участников;
- Передача данных;
- Доска докладчика;
- Указка;
- Резервный монитор;
- Планировщик встреч.